# لری کریمر
لری کریمر (انگلیسی: Larry Kramer؛ زادهٔ ۲۵ ژوئن ۱۹۳۵ – درگذشته ۲۷ مه ۲۰۲۰) یک فیلم‌نامه‌نویس و نمایش‌نامه‌نویس اهل ایالات متحده آمریکا بود. کریمر در ۲۷ مه ۲۰۲۰ در سن ۸۴ سالگی براثر ابتلا به ذات‌الریه یک ماه قبل از تولد ۸۵ سالگی‌اش درگذشت.